# Cabildo Distrital del Alto Apure
El Cabildo Distrital del Alto Apure fue el órgano legislativo del Distrito del Alto Apure o Alcaldía Mayor del Alto Apure, una institución creada sobre la base de la constitución de Venezuela de 1999, agrupando 2 municipios del estado llanero venezolano de Apure.

## Composición
Sus integrantes llamados Concejales distritales, eran electos cada 4 años con la posibilidad de ser reelegidos o reelegidas para nuevos períodos consecutivos.
El cabildo emitía "Ordenanzas" y "acuerdos" que debían cumplirse en el Municipio José Antonio Páez y Rómulo Gallegos del Estado Apure; era obligatorio además que por lo menos uno de sus integrantes fuera electo como Concejal en representación Indígena al Cabildo Distrital del Alto Apure, esto debe al mandato constitucional de que los pueblos indígenas tengan un representante en los sectores de la geografía nacional donde existan población indígenas o aborígenes.

## Composición histórica del Cabildo Distrital

### I Cabildo(2004-2008)
En el primer Cabildo escogido en las elecciones regionales de 2004, el oficialismo que apoyaba al Alcalde Mayor Jorge Rodríguez Galvis consiguió la mayoría unánime de los concejales.
- PSUV: 7 concejales (incluyendo representación indígena)

### II Cabildo(2008-2012)
En las elecciones celebradas para dirimir la composición del Cabildo Distrital celebradas el 23 de noviembre de 2008, la alianza oficialista (UVE-PSUV) obtuvo mayoría absoluta, al conseguir 5 de los 7 cargos en disputa:
- UVE: 3 concejales (por voto nominal) (Morocha oficialista)
- PSUV: 2 concejales (por voto lista)
- AD: 1 concejal (por voto lista)
- FUNDACID: 1 concejal (Concejal en representación de los pueblos indígenas).

### III Cabildo(2008-2012)
En las elecciones celebradas para dirimir la composición del Cabildo Distrital celebradas el 8 de diciembre de 2013, el partido Vanguardia Bicentenaria Republicana obtuvo mayoría absoluta, al conseguir 5 de los 7 cargos en disputa:
- VBR: 5 concejales
- PSUV 2 concejales
- Independiente: 1 concejal (Concejal en representación de los pueblos indígenas)